# 三宅明
三宅 明（みやけ あきら、1934年11月15日-  ）は、日本の経営者。三井生命保険社長を務めた。

## 来歴・人物
兵庫県出身。1958年に神戸大学経済学部を卒業し、同年に三井生命保険に入社した。1987年に取締役に就任し、常務、専務を経て、1997年4月に社長に就任した。2001年7月に取締役相談役を経て、翌年7月から特別顧問を務めた。社長在任時には、三井グループの金融機関との提携関係の構築と経営の若返りに尽力した。